# Christian Markle Straub
Christian Markle Straub (* 1804 in Milton, Northumberland County, Pennsylvania; † 7. Juni 1860 in Washington, D.C.) war ein US-amerikanischer Politiker. Zwischen 1853 und 1855 vertrat er den Bundesstaat Pennsylvania im US-Repräsentantenhaus.

## Werdegang
Christian Straub betätigte sich nach seiner Schulausbildung zunächst als Lehrer, Landvermesser und Händler. Nach einem anschließenden Jurastudium und seiner Zulassung als Rechtsanwalt begann er in diesem Beruf zu arbeiten. Er wurde Aktionär bei verschiedenen Eisenbahngesellschaften und bei der Williamsport’s West Branch Bank. 1842 wurde er in das Repräsentantenhaus von Pennsylvania gewählt. Im selben Jahr übernahm er das Amt des Prothonotary im Schuylkill County, das er bis 1849 bekleidete. Danach war er dort Sheriff. Politisch wurde er Mitglied der Demokratischen Partei.
Bei den Kongresswahlen des Jahres 1852 wurde Straub im elften Wahlbezirk von Pennsylvania in das US-Repräsentantenhaus in Washington gewählt, wo er am 4. März 1853 die Nachfolge von Henry Mills Fuller antrat. Bis zum 3. März 1855 konnte er eine Legislaturperiode im Kongress absolvieren. Diese war von den Ereignissen im Vorfeld des Bürgerkrieges geprägt. Zwischen 1856 und 1858 gehörte Christian Straub dem Senat von Pennsylvania an. Er starb am 7. Juni 1860 in der Bundeshauptstadt Washington.